# 首都博物館
首都博物館（中: 首都博物馆）は中華人民共和国北京市西城区に所在する大型総合博物館。

## 概要
1981年に北京孔廟内に完成。2006年6月には現在の位置に新館が完成し、移転。総面積は20万平米で、地上5階、地下2階建て。年間で500万人以上が来館している。1980年代の北京十大建築、中国国家一級博物館に指定されている。

## メディアでの使用
- 『ティーン・スパイ K.C.』（ディズニー配給／NHK-Eテレ放送）第27回[2]「ママは国家の敵」にて、外観が組織本部として使用された。